# Odendorf
Odendorf est un village allemand, situé entre Bonn et Aix-la-Chapelle dans la Rhénanie-du-Nord-Westphalie. Le village compte 3631 habitants (2008) et fait partie de la commune de Swisttal.